# Geld Soos Bossies
Pour plus de détails, voir Fiche technique et Distribution.
Geld soos bossies est un film sud-africain en noir et blanc, en langue afrikaans et anglaise, produit et réalisé par Jamie Uys et sorti le 23 juin 1955. 
Le film a été sous-titré en anglais et exploité sous le titre Money To Burn. Ce fut le premier film sud-africain à être vendu à l'étranger, notamment en Grande-Bretagne et en Nouvelle-Zélande.

## Genre
Le film est une comédie.

## Fiche technique
- Directeur : Jamie Uys
- Scénario : Jamie Uys, Jok Uys
- Musique : Nico Carstens, Anton de Waal
- Film en noir et blanc
- Langue : Afrikaans et anglais
- Durée : 70 minutes
- Origine :  Afrique du Sud
- Sortie en Afrique du Sud: 23 juin 1955

## Distribution
- Jamie Uys:  l'un des frères
- Jok Uys : l'autre frère
- Johan du Plooy, Corrie van der Merwe, Willie Herbst, Anet van Reenen

## Scénario
Deux frères pauvres perdent leur emploi et cherchent désespérément à faire fortune rapidement. 